# 蘇聖惠
蘇芯惠，台灣女歌手。曾參加21世紀新人歌唱排行榜、三立超級紅人榜等比賽。2016年發表專輯，收錄包括敢愛敢膽等10首作品